# Resolutie 340 Veiligheidsraad Verenigde Naties
Resolutie 340 van de Veiligheidsraad van de Verenigde Naties werd aangenomen op de 1750e vergadering van de Veiligheidsraad op 25 oktober 1973. Veertien leden stemden voor, China nam niet deel aan de stemming. De resolutie richtte de UNEF II-vredesmacht op voor inzet in de Sinaï.

## Achtergrond
Op 6 oktober 1973 voerden Egypte en Syrië, die beiden grondgebied aan Israël hadden verloren bij de Zesdaagse Oorlog in 1967, een verrassingsaanval uit op Israël. Aanvankelijk waren de aanvallers aan winnende hand maar na een week kreeg Israël de bovenhand. Twee weken na het begin kwam de VN-Veiligheidsraad tussen met een oproep tot een staakt-het-vuren en het sturen van waarnemers. In 1979 sloten Israël en Egypte een vredesverdrag en in 1982 trok Israël zich terug uit de Sinaï.

## Inhoud
De Veiligheidsraad:
- Herinnert aan de resoluties 338 en 339.
- Betreurt de gemelde schending van het staakt-het-vuren.
- Is bezorgd dat de VN-waarnemers zich nog niet aan beide kanten van de staakt-het-vurenlijn konden installeren.

1. Eist de onmiddellijke en volledige naleving van het staakt-het-vuren en de terugtrekking van de partijen tot hun posities op 22 oktober om 16:50 GMT.
2. Vraagt secretaris-generaal Kurt Waldheim onmiddellijk het aantal waarnemers te verhogen.
3. Beslist onmiddellijk een VN-interventiemacht op te richten met personeel van de VN-lidstaten uitgezonderd de permanente leden van de Veiligheidsraad.
4. Vraagt de secretaris-generaal dringend en continu te rapporteren over de uitvoering van deze resolutie.
5. Vraagt alle lidstaten voluit mee te werken aan de uitvoering van deze resolutie.

## Verwante resoluties
- Resolutie 338 Veiligheidsraad Verenigde Naties
- Resolutie 339 Veiligheidsraad Verenigde Naties
- Resolutie 341 Veiligheidsraad Verenigde Naties
- Resolutie 344 Veiligheidsraad Verenigde Naties

Lijst ·  325 ·  326 ·  327 ·  328 ·  329 ·  330 ·  331 ·  332 ·  333 ·  334 ·  335 ·  336 ·  337 ·  338 ·  339 ·  340 ·  341 ·  342 ·  343 ·  344